# 中城城
中城城（なかぐすくじょう）は、沖縄県中頭郡北中城村・中城村に存在した日本の城。15世紀の琉球王国・尚泰久王代、護佐丸のグスク（城）として知られる。築城された時期は不明。ユネスコ世界遺産。

## 概要
中城城は当時貿易港であった屋宜港から2キロメートルほど離れた標高約160メートルの丘陵上にあり、中城村の北西から南側に伸びていく丘陵の東崖縁を天然の要害とし、グスクの中で最も遺構がよく残っていることで知られている。
石垣の上に立つと西に東シナ海、東に中城湾（太平洋）、さらには洋上の島々まで見渡せる。

## 歴史・沿革
創始は明らかではないが、14世紀後半頃迄に先中城按司（さちなかぐずくあじ）が数世代にわたり南の郭、西の郭、一の郭、二の郭の主要部分を築き上げ、1440年に読谷の座喜味城から移ってきた護佐丸盛春によって、三の郭、北の郭が増築され現在の形が完成したようだ。
増築されたその部分の城壁は「相方積み」という高度な技法で積み上げられている。また、裏門以外に一の郭の2つの城門がアーチ式門となっていることから、その時同時に殿舎のある一の郭の城門をアーチ式に改築したと考えられる。
そして、1458年に護佐丸は王府軍としてやって来た阿麻和利の策略（首里王府の策略という見方もある）に攻められ自害して滅びる。その後、「中城王子の居城」→琉球侵攻（1609年）後は「番所」→廃藩置県（1879年）後は「中城村役場」として戦前まで利用されてきた。
また、1609年以後の薩摩藩支配時代は、中国からの冊封使節団が来琉した際、薩摩の役人は自らの存在を中国に知られないためにここに隠れていたという伝承もある。
日本に開国を迫ったアメリカのマシュー・ペリー提督が1853年5月に沖縄本島を訪れ、ここも訪ねた彼の一行は城を見て、城壁、アーチの門の建築土木技術水準の高さに驚嘆し、この城に関する詳細な報告文を書いている。
1945年（昭和20年）沖縄本島では太平洋戦争の沖縄戦により多くの文化財が消滅したが、中城城は戦争の被害が少なかったため、グスクの石積みが良好に残った城だと言われている（戦後に補修が行われた）。
1955年（昭和30年）には琉球政府文化財保護委員会により重要文化財の史跡・名勝の指定が行われた。その後、当城の本丸にホテルを建設する計画が立てられ問題となった（中城高原ホテルを参照）。
1972年（昭和47年）5月15日（沖縄県の日本復帰の日）に国の史跡に指定された。指定面積は110,473平方メートル（約33,400坪）でそのうち14,473平方メートル（約4,300坪）が城郭の面積。現在は補修・復元工事がすすめられている。
2000年（平成12年）11月、首里城跡などとともに、琉球王国のグスク及び関連遺産群としてユネスコの世界遺産（文化遺産）にも登録されている（登録名称は中城城跡）。
2006年（平成18年）4月6日、日本100名城（99番）に選定された。
2013年（平成24年）｢美ら島おきなわ・花と緑の名所100選」(沖縄県)にツワブキの名所として選ばれる。

## 構造

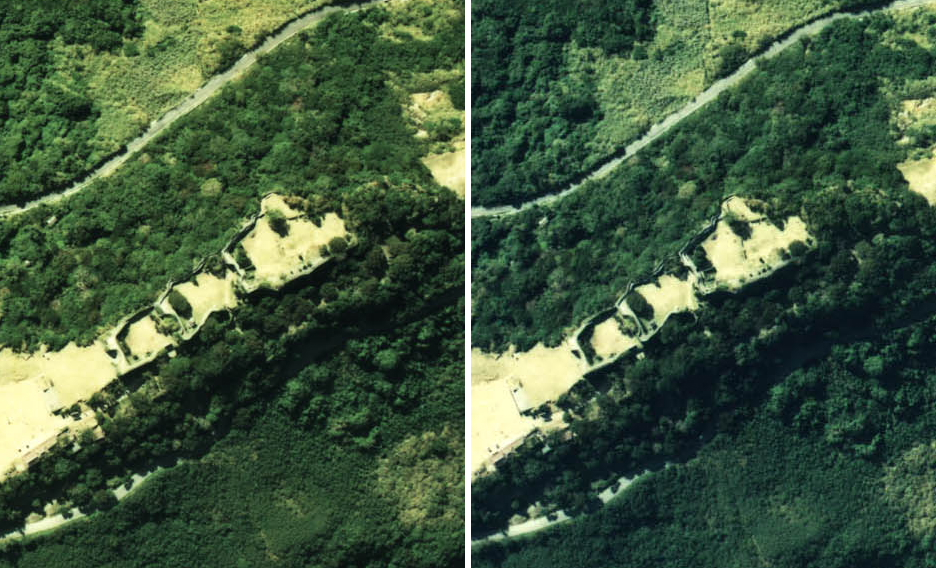
中城城要部のステレオ空中写真（1977年）。写真下方が北。

中城城は連郭式の山城である。六つの郭で構成されている。
城壁は、主に琉球石灰岩の切石で積まれており、石垣には野面積み（南の郭）、布積み（豆腐積み、一の郭、二の郭）、あいかた積み（亀甲乱れ積み、北の郭、三の郭、物見台）が見られ、1853年に来島したペリー提督も『要塞の資材は、石灰石であり、その石造建築は、賞賛すべきものであった。石は…非常に注意深く刻まれてつなぎ合わされているので、漆喰もセメントも何も用いていないが、その工事の耐久性を損なうようにも思わなかった』（日本遠征記）と記し、その石垣のすばらしさを讃えている。
一の郭
城内で最も広い郭。正殿（せいでん）や護佐丸が宴を催した観月台がある。後に間切番所が置かれ、廃藩置県後は中城村役場に使用されていたが、沖縄戦で消失した。
西の郭
兵馬の訓練をしたといわれる。長さが東西に120メートルある。
南の郭
複数の拝所が集中する古い城郭の一つ。
二の郭
布積みの城壁。
三の郭
新城（みーぐすく）とも呼ばれ、石積技術の最も進んだ積み方（あいかた積み）によって積まれている。
北の郭
護佐丸が井戸を取り込み増築したと見られる。
カンジャーガマ
鍛冶屋跡。目的は城のためか集落のためなのか不明。
井戸
城郭内に水を確保していることがこの城の特徴でもある。
護佐丸の墓
城郭の200メートルほど東には護佐丸の墓がある。

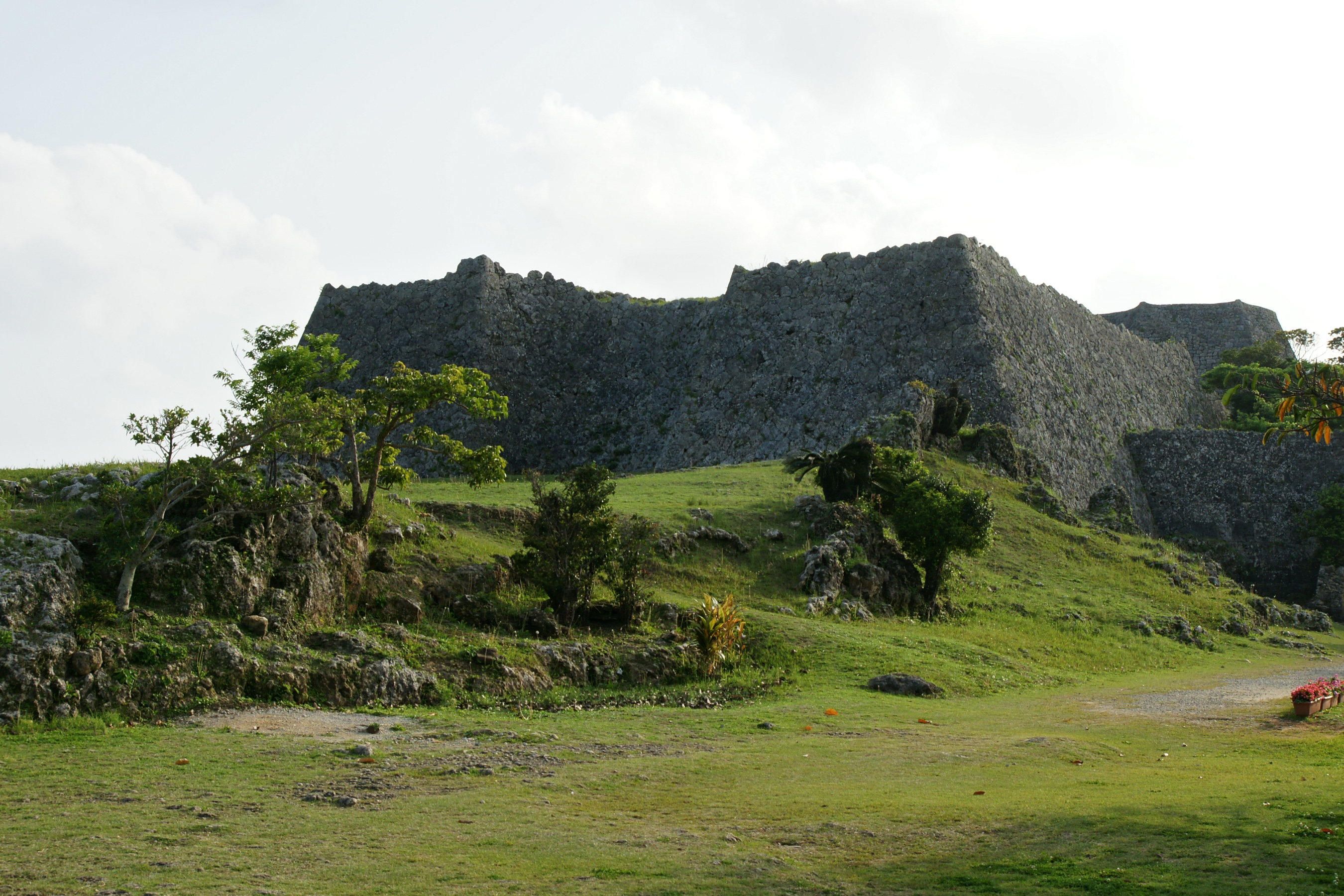
三の郭北東城壁
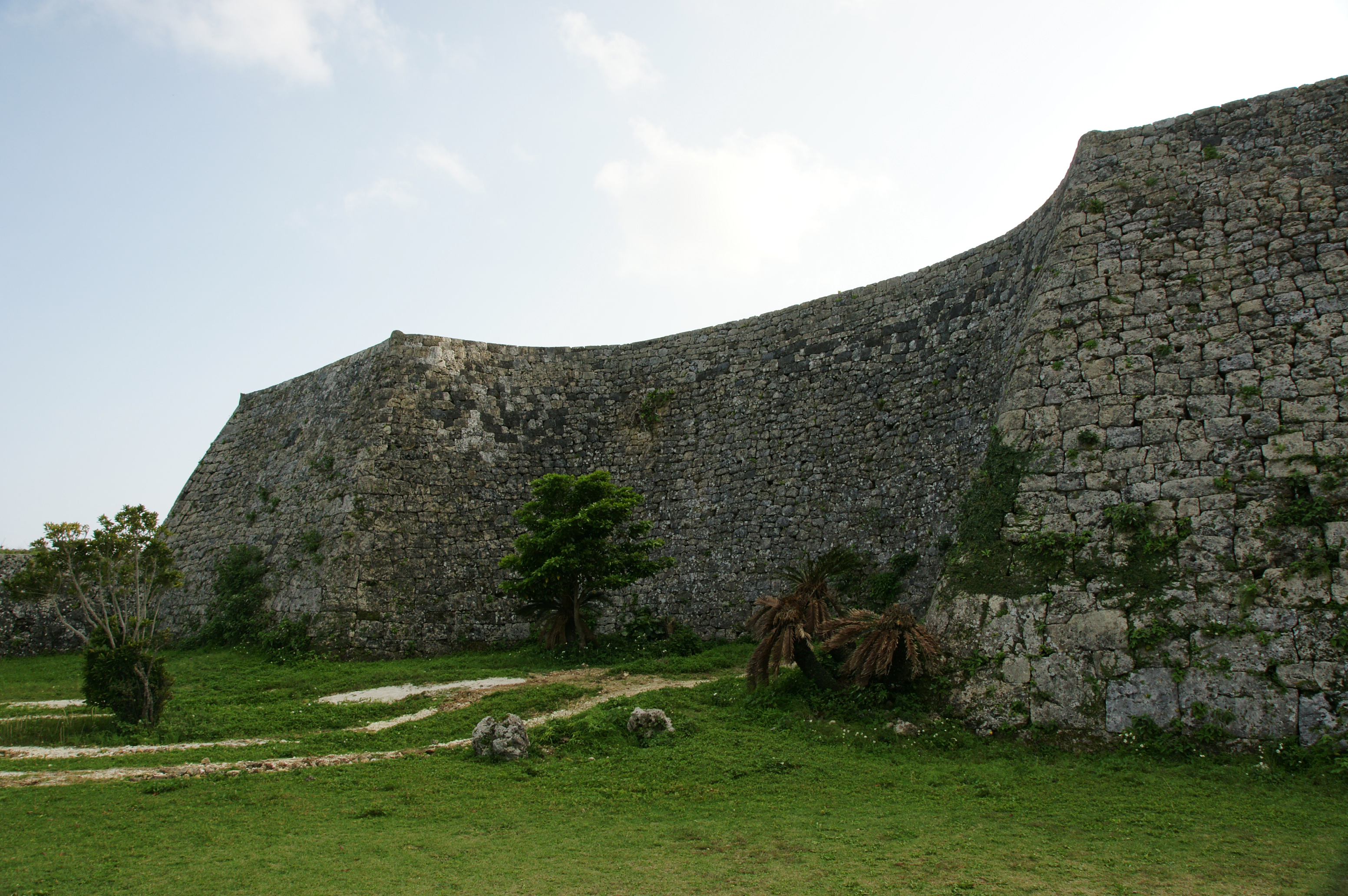
二の郭北東城壁
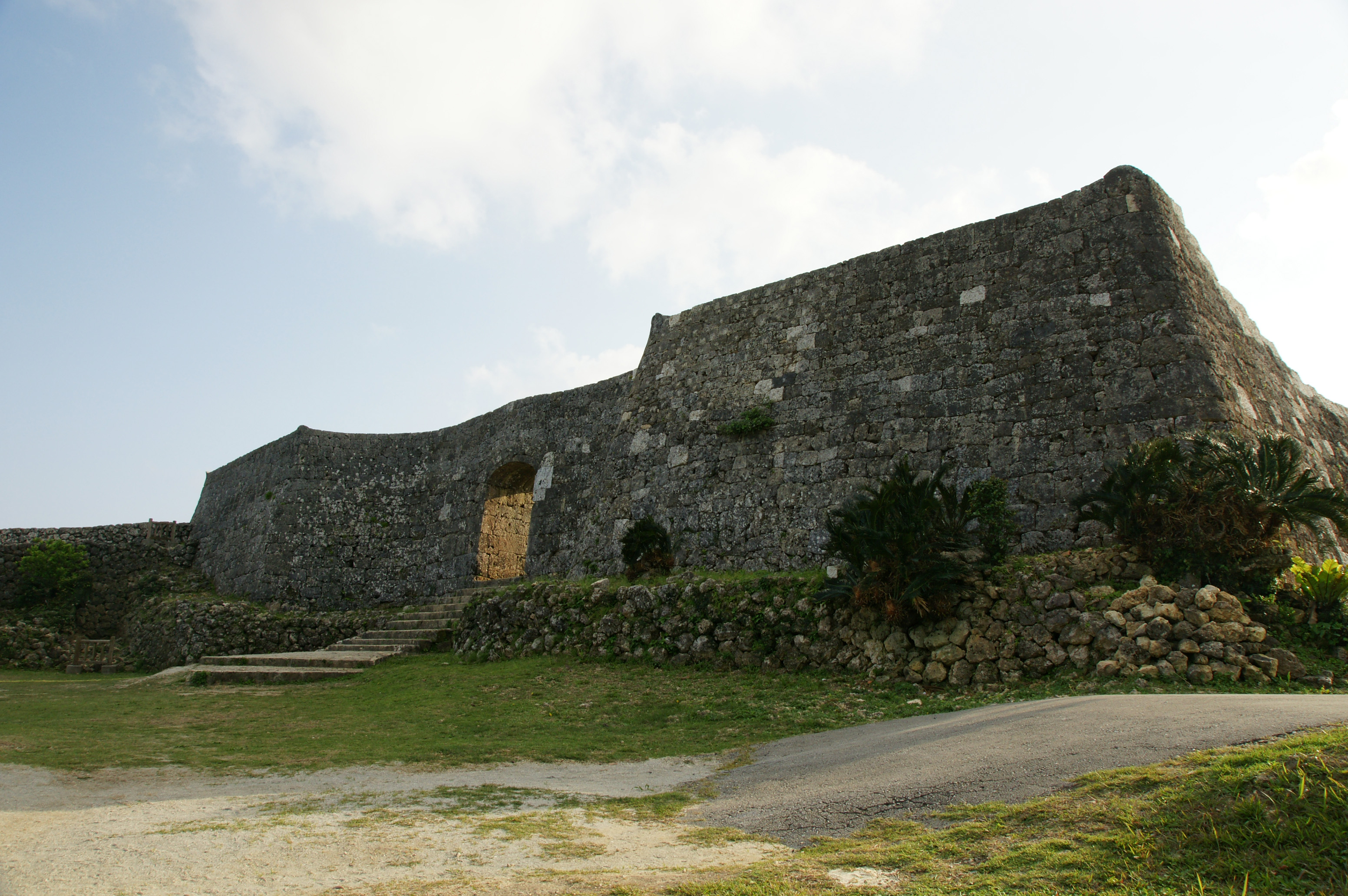
一の郭北東城壁
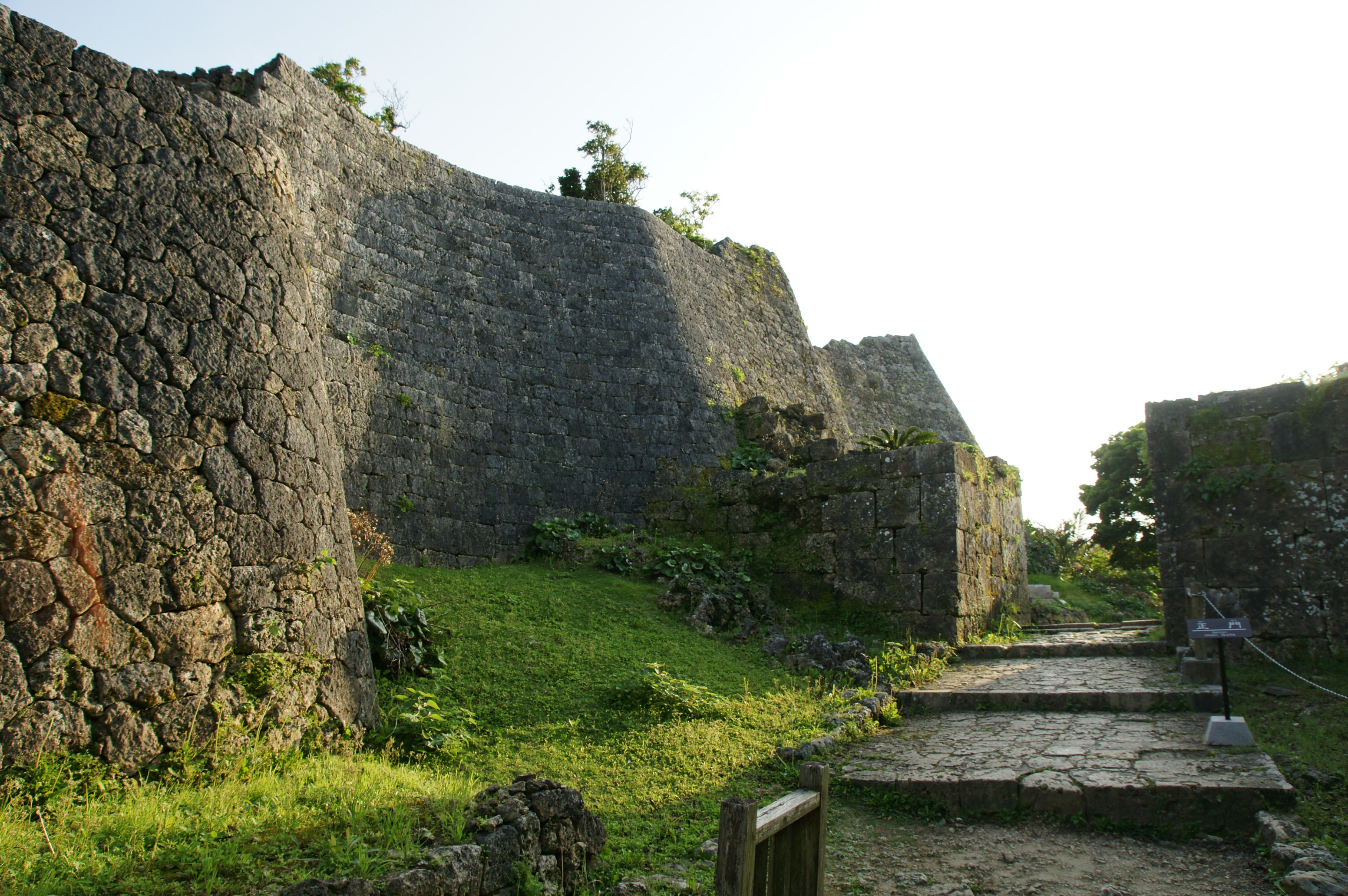
西の郭
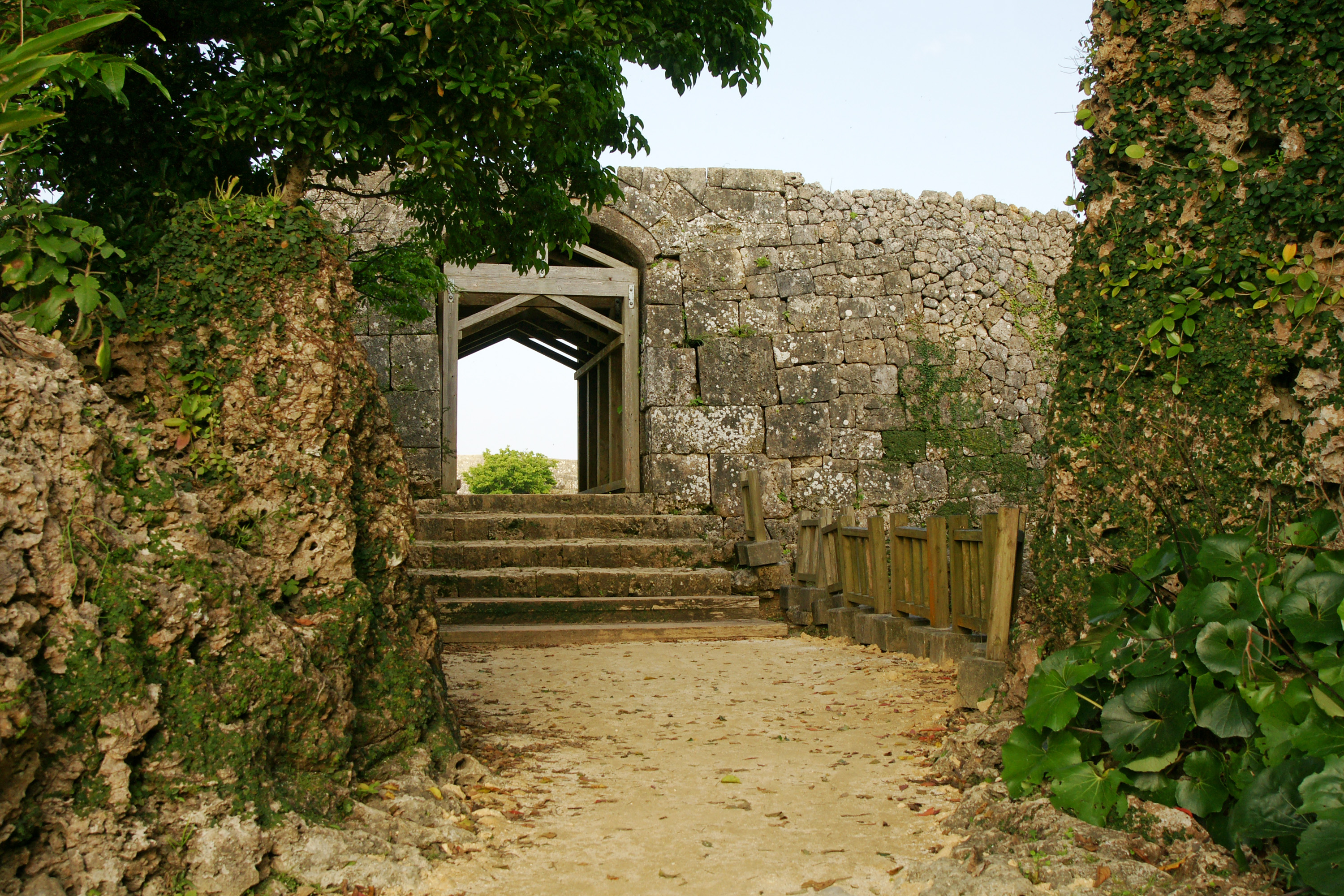
南の郭（城門の向こうは一の郭）
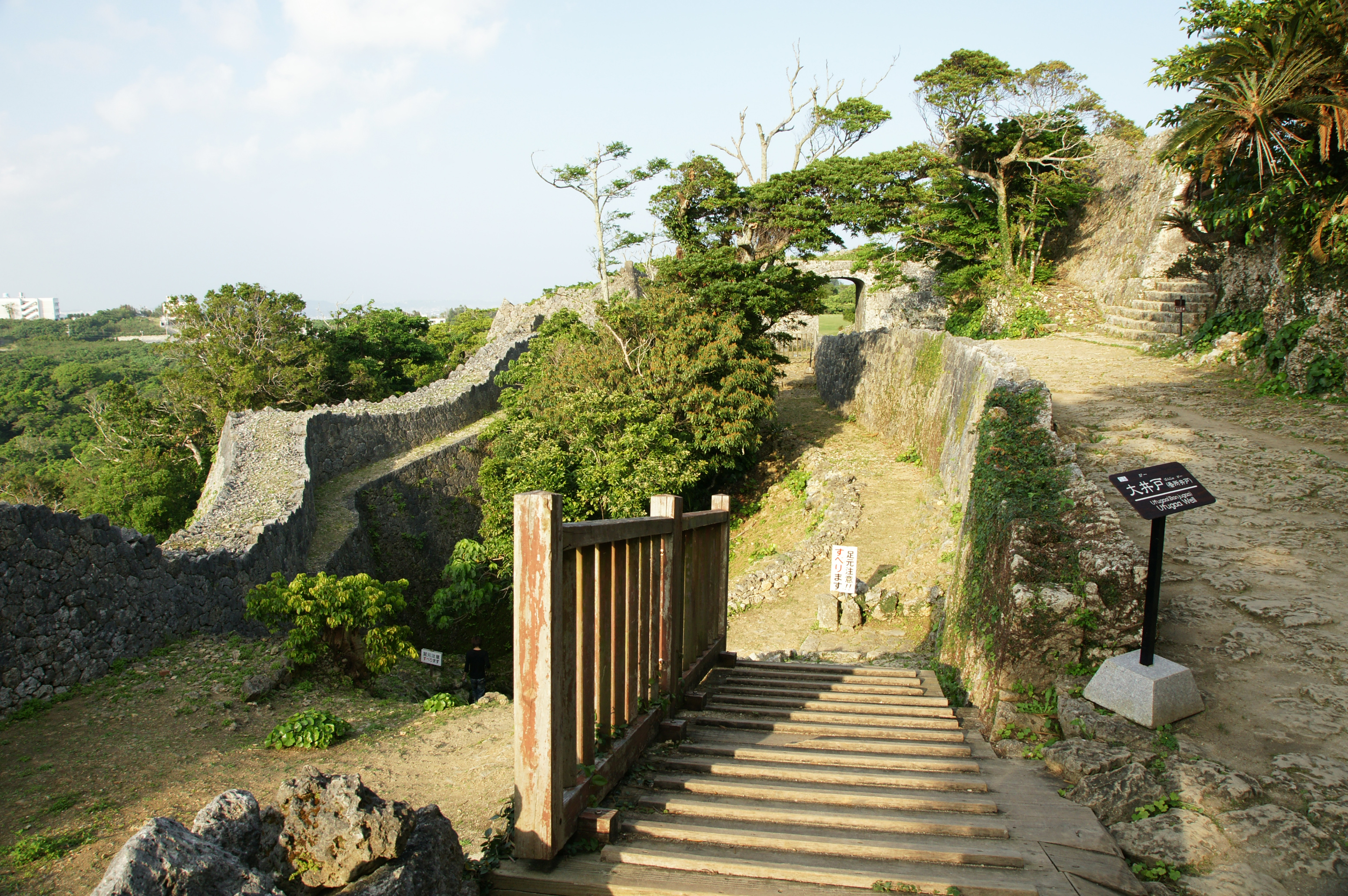
北の郭
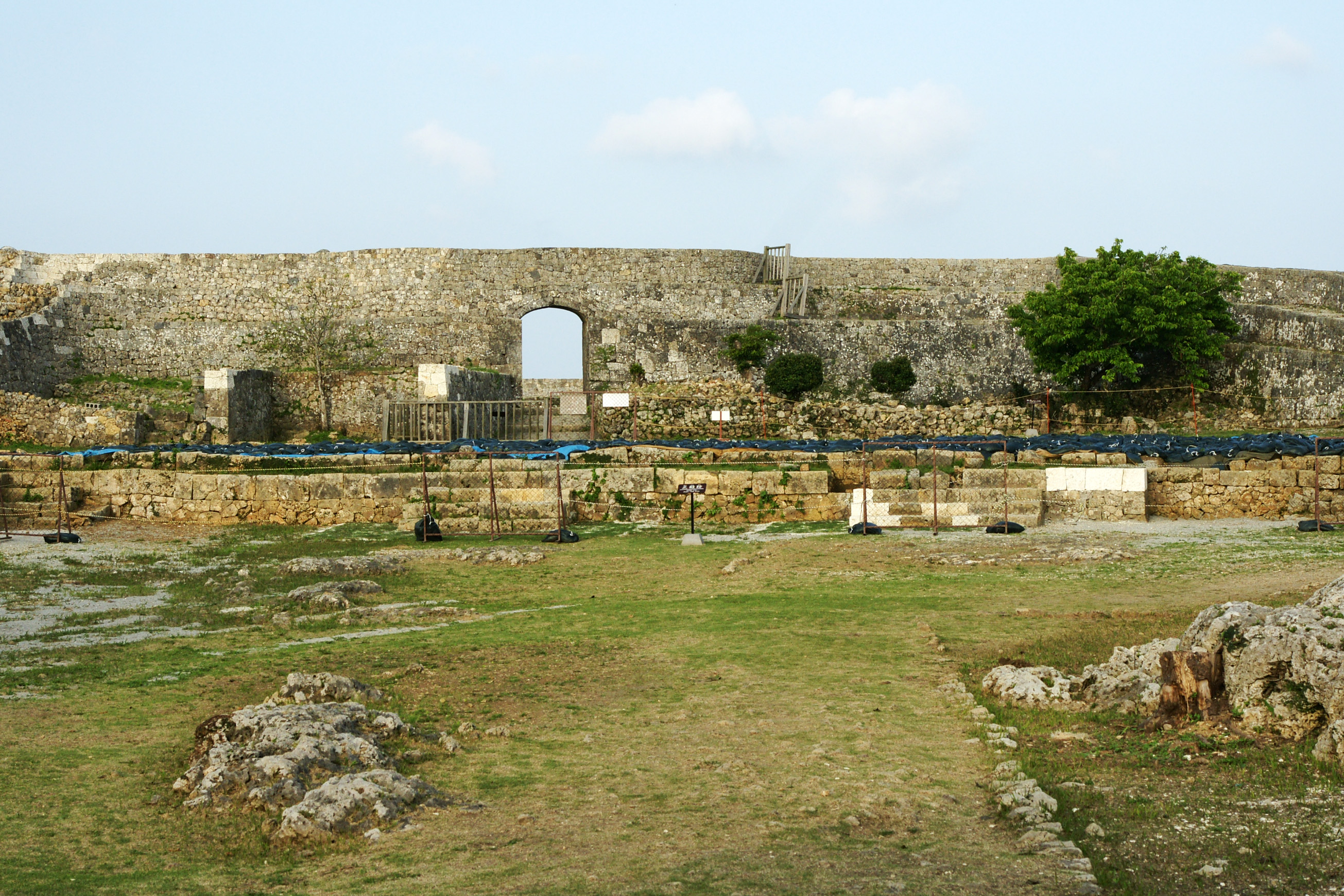
一の郭と二の郭をつなぐ門と一の郭
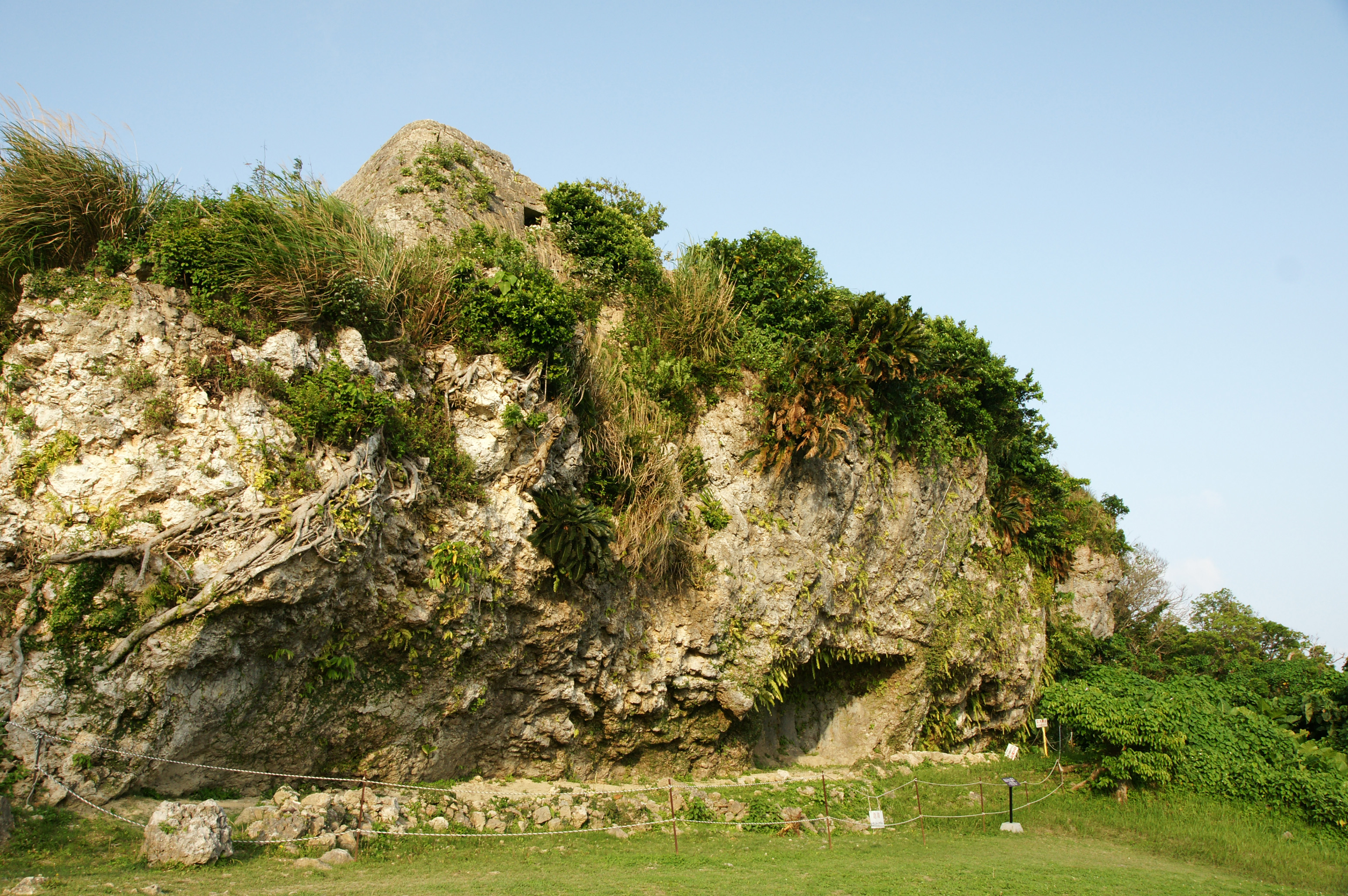
カンジャーガマ跡
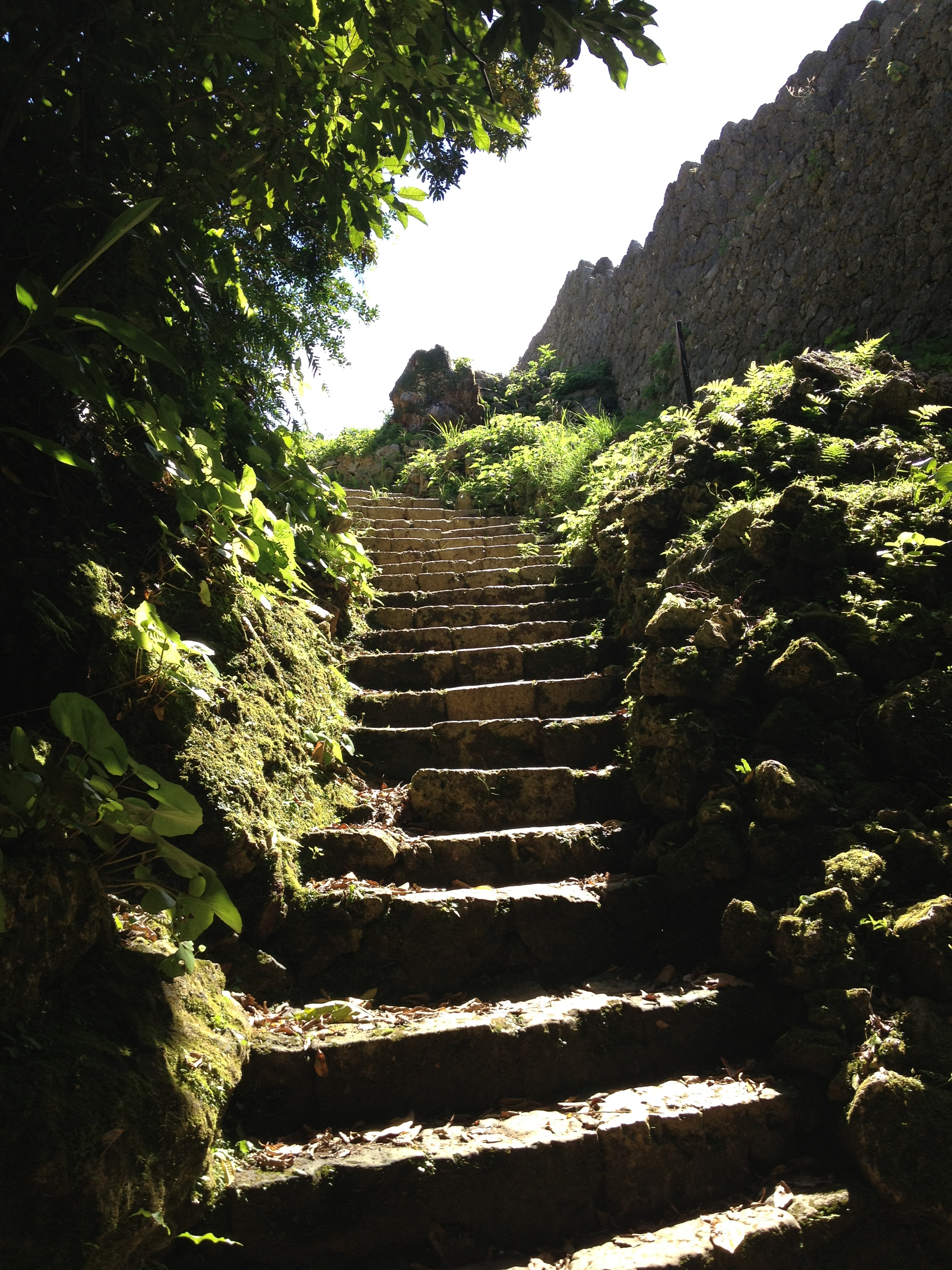
井戸の階段

## 遺物
14世紀後半から15世紀前半にかけての中国製青磁器が発見されている。
中国明代に開発された銃器の弾丸と推測される金属弾や石弾が発見されている。

## その他
- 1980年には太陽にほえろ!、399話の最終盤から400話冒頭にかけてのシーンの撮影が行われるなど、ロケ地として使用されることがある。

## 現地情報

### 交通アクセス
那覇バスターミナルから、以下の路線が運行されている。路線詳細は沖縄本島のバス路線を参照。
- 30番・泡瀬東線（東陽バス）
  - 「中城小学校」バス停下車。片道約2km（強健で徒歩30分の登り道）。タクシーで5分。久場崎から行くよりも見晴らしがよく、勾配は緩やか。
  - 「久場」バス停下車。バス停付近の久場公民館の左横の急勾配の車道を、中城城へ向けて登る。片道約2km。
- 52番・与勝線（沖縄バス）にて「安谷屋」バス停で下車。バス停からは徒歩（10分以上）もしくはタクシー。

サンエーパルコシティ前から以下の路線に乗車しても行くことができる。
- 61番・前原線（沖縄バス）にて「安谷屋」バス停下車。下車後は同上。

那覇空港や那覇市内の主要地点から北中城村内にあるイオンモール沖縄ライカムまでバスで行けば、正面入口で村内を巡るコミュニティバスグスクめぐりんに乗り換えて城跡入口直前までアクセス可能。

### 中城公園観覧時間
- 8:30 - 17:30（6月から9月までは8:30 - 18:30）
  - 入場締切は閉園の30分前まで。

### 中城公園観覧料
- 大人：500円（団体400円）
- 中高校生：300円（団体200円）
- 小学生：200円（団体100円）
- 保護者同伴の小学校就学前のものは無料

団体扱いは20名以上。

### 周辺
周辺は中城公園として整備中（2004年11月）。区域内は禁煙。カンジャーガマ付近から南東に100メートルほどの場所に中城高原ホテルの廃墟がある。また、重要文化財である中村家住宅も近くにある。